# Мартынов, Матвей Филаретович
Матве́й Филаре́тович Марты́нов (1881—1919) — уральский казак, участник Русско-японской, Первой мировой и Гражданской войн, генерал-лейтенант.

## Биография
Родился в мае 1881 года, в семье зажиточного уральского казака-старообрядца хутора Мартынов Каменной станицы Филарета Андреевича Мартынова.
Окончив Уральское войсковое реальное училище, в августе 1902 г. он вступил в военную службу в Московское военное училище юнкером рядового звания. Служба и обучение в училище Мартынова шли успешно и в сентябре 1903 г. ему был присвоен унтер-офицерский чин, а с 19 декабря он был назначен младшим портупей-юнкером (командиром отделения). Этого удостаивались лишь юнкера примерного поведения и успеваемости, отличной выправки и дисциплины.
По окончании полного курса Московского военного училища по 1-му разряду, в августе 1904 г. Мартынов был произведён в чин хорунжего и выпущен в 3‑й Уральский казачий полк, располагавшийся в Царстве Польском.

### Участие в Русско-японской войне
Однако на Дальнем Востоке уже шла война с Японией и хорунжий Мартынов подаёт прошение на имя императора Николая II, о переводе его в уральские казачьи части, направляемые на фронт. Прошение было удовлетворено и в сентябре 1904 г. Мартынов был переведён в 5‑й Уральский льготный казачий полк, где был зачислен в 4-ю сотню младшим офицером.
Два Уральских полка (4-й и 5-й) входили в состав знаменитой Урало-Забайкальской дивизии генерала Мищенко П. И., прославившейся дерзкими рейдами по тылам противника (в данной дивизии в это время проходил службу в должности начальника штаба дивизии Деникин А. И.). Хорунжий Мартынов сразу же выделился своей инициативностью и храбростью, вызываясь на наиболее ответственные и опасные поручения.
7 апреля 1905 г. «за разновременные отличия в делах против японцев» он был награждён орденом Святой Анны 4-й степени с надписью на оружии «За храбрость». За таковые же отличия в деле 27 апреля 1905 г. он был награждён орденом Святого Станислава 3-й степени, с мечами и бантом. В тот же день последовало награждение «за отличия в делах против японцев с 19 февраля по 1 апреля 1905 г.» , орденом Святой Анны 3-й степени, с мечами и бантом. Молодой хорунжий доблестно проявил себя и в набеге в мае 1905 г. отряда генерала Мищенко П. И., на тылы армии генерала Ноги, за что 31 августа 1905 года был награждён орденом Святой Анны 2-й степени, с мечами «за отличия в делах против японцев с 7 мая по 19 июня 1905 г.» (награждение данным орденом будет высочайше утверждено в 1911 году).
В августе 1905 г. война закончилась, но Мартынов М. Ф.,15 ноября 1905 г. был награждён «за разновременные отличия в делах против японцев» орденом Святого Владимира 4-й степени, с мечами и бантом. Таким образом, всего за Русско-японскую войну хорунжий Мартынов был награждён 5 боевыми (с мечами и бантом) орденами.

### Служба между войнами
После войны молодой, но уже получивший боевой опыт казачий офицер возвращается на родину — в столицу Уральского казачьего войска — город Уральск. 18 мая 1906 г. хорунжий Мартынов был прикомандирован, а 15 июня зачислен в состав Уральской отдельной сотни, несшей гарнизонную внутреннюю службу в городе Уральске.
12 января 1911 г. Мартынов получил назначение в 3-й Уральский казачий полк, который входил четвёртым полком в 15-ю кавалерийскую дивизию и был расквартирован на территории Варшавского военного округа в городе Липно (позже был переведён в город Плоцк и Влоцлавек). Этим полком, всегда отличавшимся своей выучкой и дисциплиной, командовал заслуженный уральский офицер — полковник А. М. Логинов, один из наиболее требовательных и суровых полковых командиров Войска.
6 мая 1911 г. Мартынову М. Ф. пришло высочайшее утверждение по ранее представленной награде- ордену Святой Анны 2-й степени.
25 августа 1912 г. он добивается командирования его в Императорскую Николаевскую военную академию для держания приемного экзамена и 6 октября 1912 г., как успешно выдержавший экзамен, Мартынов был зачислен приказом по Генеральному штабу № 16, слушателем в младший класс академии, однако завершить обучение Матвей Филаретович не успел.

### Участие в Первой мировой войне
С началом Первой мировой войны, по общей мобилизации 25 июля 1914 г. Мартынов, как и другие слушатели старшего класса, отчислился в свою часть, 26 июля прибыл в расположение 3-го Уральского казачьего полка 15-й кавалерийской дивизии, где уже 27 июля получил назначение командиром 2-й сотни.
С самого начала боевых действий, сотня подъесаула Мартынова, особенно выделяющаяся своей подготовкой и храбростью, постоянно использовалась командованием для выполнения наиболее ответственных и сложных боевых задач. Не случайно, за подвиги, совершенные Мартыновым в первые же дни войны — в августе 1914 года, — он представляется последовательно к Георгиевскому оружию и ордену Святого Георгия 4-й степени. Мартынов был первым офицером-уральцем, награждённым орденом Святого Георгия на фронтах Великой войны.

В приказе войскам 2-й армии Северо-Западного фронта № 123 от 12 октября 1914 г., отмечалось, что Георгиевское оружие жалуется «…Подъесаулу Матвею Мартынову за то, что 17-го августа сего года, находясь в разведывательной сотне и воспользовавшись ночной темнотой, проник в расположение неприятеля и взорвал железную дорогу у ст. Роонсдорф; 22-го же августа, будучи выслан в пос. Хоржеле для вывоза наших артиллерийских снарядов и автомобилей, с успехом выполнил эту задачу, отбив роту немецкой пехоты, имевшей намерение помешать этому вывозу, и под огнём повезенной на автомобилях артиллерии противника нагрузил и доставил в штаб дивизии 147 подвод с огнестрельными припасами и автомобиль-грузовик.» Орден Святого Великомученика и Победоносца Георгия 4-й степени — «за то, что 26-го августа сего года, во время боя под дер. Дзерьгово, руководя огнём спешенной сотни, обстреливаемой немецкой пехотой с пулеметом, обратил последнюю в бегство и, преследуя её, отбил стрелявший пулемёт, который представил по команде».
Один из последующих подвигов Мартынова так описывался в приказе по 3-му Уральскому полку № 186 : «9 января 1915 года 2‑ая сотня под командой подъесаула Мартынова, находившаяся в строю спешенных частей у д. Блинно Серпецкого уезда, лихой работой на коне и пешком совершенно расстроила батальон Германской пехоты и взяла в плен батальонного командира и роту целиком при 3 обер-офицерах и 152 нижних чина».
25 января 1915 г. подъесаул Мартынов «при обороне д. Агнишково ранен в верхнюю треть правого бедра шрапнельной пулей навылет и остался в строю до окончания боя, после чего ему была сделана перевязка». По случаю ранения Мартынов был эвакуирован из полка и с 26 января по 12 июня 1915 г. находился в тылу, в госпитале, на излечении. 20 мая за отличия в делах против неприятеля он был произведён в есаулы со старшинством с 18 января 1915 г.
12 июня есаул Мартынов прибыл после излечения от раны в 3-й Уральский казачий полк и был снова назначен командиром 2-й сотни. Он участвовал в кровопролитных боях, за которые был награждён мечами к ордену Святой Анны 2-й степени (1916).
К 1917 г. войсковой старшина М. Ф. Мартынов являлся командующим 3-го Уральского казачьего полка 15-й кавалерийской дивизии 1-го конного корпуса генерала А. Н. Долгорукова, который входил в состав 5-й армии Северного фронта генерал-лейтенанта В. Г. Болдырева.
Части 3-го Уральского казачьего полка под командованием Мартынова М. Ф. принимали участие в походе генерала Корнилова Л. Г. на Петроград. Несмотря на участие в этом походе, 24 октября 1917 г. он был произведён в чин полковника и утверждён в должности командира полка.
После заключения 3 марта 1918 года в Брест-Литовске мирного договора большевистской власти с немцами, война была закончена.

### Участие в Гражданской войне
В конце января 1918 г., одним из последних, среди всех уральских фронтовых частей, 3-й полк открыто отказался подчиняться Советской власти и двинулся походным порядком домой на Урал по железной дороге. Последней крупной преградой на пути домой был город Саратов. Незадолго до этого здесь прорвалась на восток Уральская сводная бригада, под командованием генерал-майора М. Н. Бородина и войскового старшины С. Г. Курина (1-й и 8-й Уральские казачьи полки), поэтому многочисленный большевистский гарнизон был готов к бою.
Полк Мартынова покинув железнодорожные эшелоны, обошёл Саратов с севера походным порядком, а затем в районе Урбаха вновь вышел к железной дороге, захватил подвижный состав и благополучно прибыл в Уральск.
В Уральске полковник Мартынов пробыл недолго. Он сформировал добровольческую Уральскую сотню и направился с ней в Астрахань на помощь восставшим против большевиков астраханским казакам, однако это восстание оказалось подавлено к 7 февраля 1918 г., и уральские казаки не дойдя до Астрахани, с присоединившимися к ним остатками повстанцев отступили в степи и вернулись в Уральск.
В феврале 1918 г. был назначен командиром офицерского отряда Уральской офицерской организации. С 6 (19) февраля 1918 г. по решению Войскового Съезда полковник Мартынов М. Ф.был назначен командующим войсками Уральского казачьего войска и Уральской области, в ночь на 16 марта 1918 г. руководил разгоном и арестом членов Уральского Совдепа. 23 мая 1918 г. назначен на должность командующего Шиповским фронтом и заместителем командующего войсками Уральской области, затем был направлен во главе особого отряда в рейд на Самару, для установления контакта с командованием Чехословацкого корпуса и Комучем, участвовал 13 июня 1918 г. во взятии г.Бузулука. Из освобождённой от красных Самары и из Иващенского завода привёз в Уральское Войско транспорты с оружием и боеприпасами и способствовал, в конце июня 1918 г. отражению красных войск от Уральска. За отличие при обороне Уральска 7 июля 1918 г.был произведён в чин генерал-майора и награждён Крестом Святого Архистратига Михаила. С 12 (25) июля 1918 г. командующий Саратовским фронтом, в бою 25 июля 1918 г. при взятии железнодорожной станции Чалыкла, был ранен, 9 сентября 1918 г. в бою близ дер. Николаевской вторично ранен в левую руку и сдал должность полковнику Бородину Н. Н.. С сентября 1918 г. командовал Соболевским фронтом, в октябре 1918 г. в боях под Таловой разгромил 2-ю Николаевскую дивизию Чапаева. С 12 по 27 ноября 1918 г. временно командующий Уральской армией, 3 ноября 1918 г.был ранен в бою под Красным.
За победы на Шиповском и Соболевском фронтах, Войсковым Съездом 6 ноября 1918 г. произведён в чин генерал-лейтенанта, со старшинством с 3 ноября 1918 г.,"…за то, что призванный Войском командовать частями Соболевского фронта в тяжелую для Войска минуту, когда неприятель был в одном переходе от Уральска принял командование, несмотря на свою незажившую еще рану и в двухдневном упорном бою остановил и наголову разбил Красную армию под Красным и Каменным, выказав при этом в самой полной мере выдающуюся доблесть, хладнокровие, самопожертвование и умелое руководство боевыми операциями". С ноября 1918 г. являлся командующим Саратовским фронтом.
В январе 1919 г. линия фронта подошла к Уральску и генерал Мартынов был назначен начальником его обороны, то есть фактически командовал основными силами Уральской армии (1‑й и 2‑й Уральские корпуса). Несмотря на подавляющий перевес красных в огнеприпасах и численности, генерал Мартынов разработал план активной обороны города.
При отражении штурма г. Уральска 23 января 1919 года, в ходе боёв за город, генерал Мартынов получил тяжелейшее ранение в живот и после двух месяцев борьбы за жизнь, скончался.
Генерал Мартынов стал одним из наиболее волевых и талантливых командиров на белом Урале. Он сыграл важнейшую роль в создании Уральской казачьей армии в наиболее трудный начальный этап борьбы, а затем, делая ставку на активные маневренные действия казачьей конницы, трижды нанёс жестокие поражения красной 4‑й армии, проявляя личную храбрость, героизм и самопожертвование (был три раза ранен за 9 месяцев боёв). Он пользовался искренним уважением и авторитетом среди офицеров и казаков, всегда своим личным примером поднимал моральный дух войск.

### Гибель генерала Мартынова М. Ф.
Генерал-лейтенант Матвей Филаретович Мартынов скончался в г. Гурьеве 18(31) марта 1919 г. Точное место его погребения не известно. «…могила находится на берегу Урала напротив станичного правления», — это информация была в объявлении о сборе средств на памятник генералу Мартынову в газете «Яицкая воля» за 1919 год.
После кончины генерала Войсковой съезд создал специальную «Комиссию по сооружению памятника генералу М. Ф. Мартынову» и начался приём народных пожертвований. По поводу гибели генерала Мартынова был издан Приказ по войскам Уральской отдельной армии № 124, 20 марта 1919 г.,п. Сахарный. В нём говорилось : «п.1. 18 марта с.г. в гор. Гурьеве скончался Генерального Штаба Генерал-Лейтенант Матвей Филаретович Мартынов. Со смертью его мы лишились одного из самых крупных борцов не только за Войско, но и за всю Россию.
Популярность Матвея Филаретовича была столь огромна, что его знал не только каждый казак, но и все те, кто ведет борьбу против Войска. Ему верили и его любили здесь у нас и его ненавидели и боялись там, у красных. Трижды раненый за период одной только борьбы с большевиками, Матвей Филаретович не перенес последствий ранения его в живот 11-го января с.г. при взятии красными гор. Уральска и повелел долго жить. Мир праху его. Пусть будет легка ему, этому настоящему казаку, земля родного войска. Пусть спит он вечным сном, исполнивши свой долг перед Войском и Родиной, которые его долго не забудут.
п.2. Исключается из списков Армии умерший от ран Генерального Штаба Генерал-Лейтенант Матвей Филаретович Мартынов с 19 марта с.г.
Подписал Командующий Армией Генерал-Лейтенант САВЕЛЬЕВ''»

## Семья
В 1907 г. Мартынов женился на казачьей дочери Александре Николаевне Тамбовцевой, а 28 июня 1908 года у молодой четы родился сын Евгений.
Александра Николаевна умерла вскоре после гибели Матвея Филаретовича и Евгений остался сиротой. Его приютила тётя Олимпиада Филаретовна — вдова с тремя детьми. 14 марта 1933 года Евгений Матвеевич был арестован и приговорен 5 июля 1933 года тройкой ОГПУ по ст.58-11 УК РСФСР (Активные действия или активная борьба против рабочего класса и революционного движения, проявленные на ответственных или особо — секретных должностях при царском строе или у контр — революционных правительств в период гражданской войны) на три года ИТЛ. Воевал с первых дней Великой Отечественной войны, в кавалерии. Прошёл боевой путь от Москвы до Берлина, был контужен. Умер 8 ноября 1980 года. 13 июля 1989 года областным судом Западно-Казахстанской области реабилитирован за отсутствием состава преступления.

## Награды
- Орден Святой Анны 4 степени «За храбрость» (1905)
- Орден Святого Станислава 3 степени с мечами и бантом (1905)
- Орден Святой Анны 3 степени с мечами и бантом (1905)
- Орден Святого Станислава 2 степени с мечами (1905)
- Орден Святой Анны 2 степени с мечами и бантом (1905)
- Орден Святого Владимира 4 степени с мечами и бантом (1905)
- Светло-бронзовая медаль в память русско-японской войны 1904—1905 годов на Георгиевской и Александровской ленте (1906)
- Орден Святого Георгия 4-й степени (1914)
- Георгиевское оружие (1914)
- Крест Святого Архангела (Архистратига) Михаила (1918)